# خوانسارك
خوانسارك (بالفارسية: خوانسارک) هي قرية تقع في قسم غركن الشمالي الريفي (مقاطعة فلاورجان) في إيران. يقدر عدد سكانها بـ 1,732 نسمة .